# کمیته المپیک پورتوریکو
کمیته المپیک پورتوریکو (اسپانیایی: Comité Olímpico de Puerto Rico‎) یک سازمان ورزشی است که نماینده کشور پورتوریکو در کمیته بین‌المللی المپیک می‌باشد.
این سازمان که در سال ۱۹۴۸ تأسیس شده مسئول آماده‌سازی و اعزام ورزشکاران به بازی‌های المپیک، بازی‌های المپیک جوانان و بازی‌های پان امریکن است.